# Séminaire Saint-Irénée (Sainte-Foy-lès-Lyon)
Ne doit pas être confondu avec Séminaire provincial de Lyon Saint-Irénée.
Pour les articles homonymes, voir Saint-Irénée (homonymie).
Le séminaire Saint-Irénée est un ancien séminaire dédié à saint Irénée, situé à Sainte-Foy-lès-Lyon. Cet édifice, inscrit monument historique le 22 mars 2007 et labellisé « Patrimoine du XXe siècle », est vendu en 2010 à un promoteur immobilier et recréé à Lyon.

## Historique
Le séminaire Saint-Irénée de Lyon est officiellement fondé le 31 octobre 1663 par décret de Camille de Neuville, archevêque de Lyon. Il dépend étroitement du séminaire Saint-Sulpice de Paris, et instruit les futurs prêtres en philosophie, théologie dogmatique et théologie morale. 
Situé à ses débuts montée Saint-Barthélemy, il s'établit à La Croix-Paquet  en 1669. Le Séminaire Saint-Irénée fut construit par Tony Desjardins, vers la fin du XIXe siècle. 
Ses revenus provenaient des dîmes de plusieurs paroisses, principalement Firminy et Champdieu dans l'actuel département de la Loire.
Il est agrégé à l'université de Valence en 1738.

## Architecture
La société Chazelle a conduit entre 2009 et 2012 une réhabilitation du bâtiment pour le convertir en 98 logements, il devient alors la « Résidence de Neuville ».